# 中国石油大学 (華東)
中国石油大学（華東）（ちゅうごくせきゆだいがく（かとう）、UPC）は、山東省青島市と東営市に所在する中華人民共和国の国立大学である。1953年に北京大学から分離した北京石油学院から創立された。211工程、双一流の成員校として、教育部が直轄する国家重点大学である。

## 歴史
- 1953年 - 北京大学などの石油関連部門を集めて北京石油学院として設立。
- 1969年 - 中ソ対立の悪化に伴い、山東省東営市へ移転。
- 1970年 - 前述の移転に伴い、華東石油学院に改称。
- 1981年 - 北京石油学院の跡地に大学院機能を開設。
- 1988年 - 石油大学に改称し、東営キャンパスが石油大学（華東）、北京キャンパスが石油大学（北京）となる。
- 2004年 - 石油大学（華東）に青島キャンパスを設立。
- 2005年 - 中国石油大学に改称し、青島キャンパスと東営キャンパスが中国石油大学（華東）、北京キャンパスが中国石油大学（北京）となる。

## 著名な卒業生
- 呉儀（元国務院副総理）
- 周永康（元中華人民共和国公安部長）
- 王徳民（中国工程院メンバー）